# Slovo (film, 1955)
Slovo je dánské filmové drama slavného režiséra Carla Theodora Dreyera z roku 1955. Film vychází z divadelní hry Kaje Munka, dánského pastora popraveného nacisty.

## Děj
Selský statek Borgenů je Bohem požehnané místo plné radosti ze života: Mikkel je šťastně ženat se svojí ženou Inger, která očekává již své třetí dítě. Aby ještě osladila podzim života hlavě rodiny, starému Mortenovi, doufá Inger, že to tentokrát bude syn. Štěstí rodiny kazí Mortenův syn Johannes, který se při studiu teologie zbláznil a nyní se považuje za Ježíše Krista. Morten nechápe, proč Bůh ještě nevyslyšel jeho prosby a nevrátil Johannesovi zdravý rozum.
Mortenovi přidá starosti jeho nejmladší syn Anders, který se zamiloval do dcery Mortenova nepřítele, krejčího Petersena. Mezi oběma muži panuje dlouhá léta svár, protože patří k odlišným náboženským společnostem. Morten se však nemůže smířit s tím, že Petersen nepovažuje jeho syna za dost dobrého pro svoji dceru Anne, a začíná tak bojovat za přání svého syna.
Tehdy je víra rodiny Mortenů vystavena těžké zkoušce. Těhotná Inger umírá během porodu. Johannes zmizí a vrátí se až na pohřeb. Zdá se, že je zdravý. Malá dceruška Inger ho žádá, aby její matku vzkřísil, jak o tom často dříve mluvil. Johannes, vida, že víra malé holčičky je zcela neochvějná, Inger skutečně vzkřísí.

## Hrají
- Hanne Agesen - Karen, služka
- Kirsten Andreasen
- Sylvia Eckhausen - Kirstin Petersen
- Birgitte Federspiel - Inger, Mikkelova žena
- Ejner Federspiel - Peter Petersen
- Emil Hass Christensen - Mikkel Borgen
- Cay Kristiansen - Anders Borgen
- Preben Lerdorff Rye - Johannes Borgen
- Henrik Malberg - Morten Borgen
- Gerda Nielsen - Anne Petersen
- Ann Elisabeth Rud - Maren Borgen, Mikkelova dcera
- Ove Rud - pastor
- Susanne Rud - Lilleinger Borgen, Mikkelova dcera
- Henry Skjær - doktor
- Edith Trane - Mette Maren

## Zajímavosti
- Kaj Munk je jediné jméno, jež se vyskytuje v titulcích.
- V roce 1943 vznikla první filmová verze hry Ordet, byl to švédský snímek Ordet režiséra Gustafa Molandera.

## Ocenění
- V roce 1955 byl snímek oceněn třemi cenami Bodil - za herce (Emil Hass Christensen), herečku (Birgitte Federspiel) a dánský film (spolu se snímkem Der kom en dag).
- Roku 1956 byl film oceněn Zlatým globem za nejlepší neanglicky mluvený film - (spolu se snímky Stella a Kinder, Mütter und ein General).
- V roce 1957 byl snímek oceněn cenou NBR Award za nejlepší zahraniční film.
- Roku 1955 byl film v Benátkách oceněn Zlatým lvem.